# Mutavviún
A Mutavviún (arabul: المطوعين, jelentése „önkéntesek”) a Szaúd-Arábiában működő vallási rendőrség köznapi elnevezése. A szó elterjedt az arab világon kívül is, és magába foglalja bármely muszlim országban működő vallási rendőrséget, melyek a saría-törvényeket próbálják érvényre juttatni. Maga a fogalom valószínűleg a szaúd-arábiai vahhábistáktól ered.

## A mutavviún Szaúd-Arábiában
Az állam az „önkéntesekre” bízza a saría törvények érvényesítését. Az állami szerv, mely ezzel foglalkozik, Az Erény Előmozdításának és a Bűn Megelőzésének Bizottsága (EEBMB). A mutavviún és az EEBMB több mint 3500 tisztviselőből és több ezer önkéntesből áll, melyet többször a rendőrség is kísér. Jogukban áll letartóztatni a nem-rokon férfiakat és nőket, akiket társalgásban fogják, valamint bárkit, aki homoszexuális viselkedést vagy prostitúciót végez. Érvényesítik a muszlim öltözködési szabályokat, és bezárják az üzleteket imaidő alatt. Érvényre juttatják a muszlim étkezési törvényeket, az alkoholos italok és sertés fogyasztását tiltják, valamint elkobozzák az olyan tárgyakat, melyeket iszlámellenesnek vélnek (pl. nyugati zenecsapatok CD/DVDjeit, tv-sorozatokat és filmeket). Ezen kívül megakadályozzák más vallások terjesztését és előadását Szaúd-Arábiában, ahol minden vallás az iszlámon kívül be van tiltva.
A mutavviúnt kritizálták és gúnyolták bizonyos esetek miatt. Ide tartozik a törvénysértők korbácsolása, a Valentin napi ajándékozás betiltása, misét tartó papok letartóztatása, valamint azért, mert sorai között sok a bűnöző múltú, akiknek egyetlen képzettségük az, hogy megtanulták fejből a Koránt, hogy lerövidítsék a büntetési idejüket.
A legnagyobb bírálat alá 2002. március 11. után kerültek, amikor az egyik mekkai leányiskola kigyulladt, a mutavviún pedig megakadályozta az iskoláslányokat, hogy kiszökjenek az épületből, mert nem viseltek kendőt és fekete köntöst, valamint mert nem volt férfi kísérő mellettük. Emiatt tizenöt lány meghalt és 50 megsérült. Széles körű bírálat érte a szervezetet emiatt, nem csak külföldön, hanem magában Szaúd-Arábiában is.